# Sergio Oliva
Sergio Oliva (ur. 4 lipca 1941 w Hawanie, zm. 12 listopada 2012 w Chicago) − amerykański zawodowy kulturysta, 3-krotny zwycięzca zawodów Mr. Olympia w latach 1967−1969. Jeden z najbardziej charyzmatycznych kulturystów w historii tej dyscypliny. Absolutny czempion kulturystyki II połowy lat 60. XX w.

## Życiorys
Urodził się w Hawanie na Kubie, gdzie swoją sportową karierę zaczynał od podnoszenia ciężarów. Pochodził z wielodzietnej rodziny. Służył w armii Batisty, z której został usunięty po zwycięskiej rewolucji Castro w 1959 roku. W 1961 uciekł do Stanów Zjednoczonych i osiadł w Chicago. W owym czasie kulturystyka zaczynała w Stanach za sprawą braci Weiderów i ich federacji IFBB zyskiwać coraz większą popularność. Oliva skorzystał na tym i dzięki świetnym predyspozycjom genetycznym i przygotowaniu ciężarowemu, bardzo szybko wspiął się na szczyt kulturystycznej kariery. W latach 1967–1969 trzykrotnie zdobywał tytuł najlepszego zawodowego kulturysty świata federacji IFBB − Mr. Olympia. Posiadający potężną masę mięśniową i dość oryginalną, medialną osobowość, bardzo często pojawiał się na okładkach czasopism i to nie tylko kulturystycznych. Jego supremacja została przełamana dopiero w 1970 roku, kiedy to na konkursie Mr. Olympia w Nowym Jorku został pokonany przez Arnolda Schwarzeneggera. W następnych latach często startował w zawodach organizowanych przez konkurencyjne dla IFBB federacje (AAU, NABBA, WBBG), gdzie niemal zawsze był bezkonkurencyjny. Powodowało to jego częste konflikty z władzami IFBB. W 1976 roku rozpoczął pracę w policji. Jego starty przerwał ostatecznie wypadek z bronią służbową w lipcu 1986 roku (został postrzelony przez swoją żonę Arlene w czasie kłótni), w wyniku którego został ciężko ranny i nigdy już nie powrócił do startów. Wypadek przerwał również jego przygotowania do powrotu do startów w Mr. Olympia w 1986 roku.
W okresie swojej szczytowej formy, przy wzroście 177 cm ważył w okresie startów 110 kg, obwód jego bicepsów wynosił 54 cm, klatki piersiowej − 140 cm, uda − 73 cm, łydki − 51 cm.

## Osiągnięcia w kulturystyce
- 1963 − Mr Chicago
- 1964 − Mr Illinois
- 1964 − Mr America − AAU, 7. miejsce
- 1965 − Junior Mr America − AAU, 2. miejsce
- 1965 − Junior Mr America − AAU, Tytuł najbardziej muskularnego zawodnika
- 1965 − Mr America − AAU, 4. miejsce
- 1965 − Mr America − AAU, Tytuł najbardziej muskularnego zawodnika
- 1966 − Junior Mr America − AAU, Zwycięzca
- 1966 − Junior Mr America − AAU, Tytuł najbardziej muskularnego zawodnika
- 1966 − Mr America − AAU, 2. miejsce
- 1966 − Mr America − AAU, Tytuł najbardziej muskularnego zawodnika
- 1966 − Mr World − IFBB, Zwycięzca klasyfikacji generalnej
- 1966 − Mr World − IFBB, Klasa Tall, 1. miejsce
- 1966 − Mr Universe − IFBB, Zwycięzca
- 1966 − Olympia − IFBB, 4. miejsce
- 1967 − Olympia − IFBB, Zwycięzca
- 1967 − Universe − IFBB, Zwycięzca klasyfikacji generalnej
- 1968 − Olympia − IFBB, Zwycięzca
- 1969 − Olympia − IFBB, Zwycięzca
- 1970 − Mr World − AAU, Pro Tall, 2. miejsce
- 1970 − Olympia − IFBB, 2. miejsce
- 1971 − Universe − Pro − NABBA, Klasa Tall, 2. miejsce
- 1972 − Olympia − IFBB, 2. miejsce
- 1973 − Mr International − IFBB, Professional, 1. miejsce
- 1974 − Mr International, Professional, 1. miejsce
- 1975 − Olympus − WBBG, Zwycięzca
- 1976 − Olympus − WBBG, Zwycięzca
- 1977 − World Championships − WABBA, Professional, 1. miejsce
- 1978 − Olympus − WBBG, Zwycięzca
- 1980 − World Championships − WABBA, Professional, 1. miejsce
- 1981 − Pro World Cup − WABBA, Zwycięzca
- 1984 − Olympia − IFBB, 8. miejsce
- 1984 − Pro States Championships − WABBA
- 1985 − Olympia − IFBB, 8. miejsce

## Życie osobiste
- Dwukrotnie żonaty − z Arlene i Ines. Ze związków tych ma dwoje dzieci: syna Sergio i córkę Julię.